# 新町 (世田谷區)
新町（日语：／ Shimmachi */?）是東京都世田谷區的町名。現行行政地名為新町一丁目至三丁目。2013年9月1日為止的人口有8,444人。面積約0.524平方公里。郵遞區號為154-0014。

## 地理
位於世田谷區東南部，鄰接弦卷、駒澤、深澤、櫻新町。

### 河川
- 呑川
- 品川用水遺跡

## 歷史
- 萬治年間，世田谷村新町村成立，由井伊氏支配。
- 1889年（明治22年） 駒澤村大字世田谷新町。
- 1925年（大正14年） 駒澤町大字新町。
- 1932年（昭和7年） 屬世田谷區，新町一～三丁目成立。
- 1969年（昭和42年） 實施住居表示，一丁目劃入駒澤三、四丁目，三丁目劃入櫻新町一、二丁目，二丁目重新劃分新的新町一～三丁目。

### 地名由來
新町意為「新的田地」。

## 設施
行政機關
- 玉川消防署新町出張所

教育、文化設施
- 世田谷區立深澤小學校
- 世田谷區立深澤中學校
- 新町兒童館

區民設施
- 新町地區會館

寺社
- 久富稻荷神社
- 伊富稻荷神社
- 善養院

## 備註
1. ↑  .   [2013-10-02]. （原始内容存档于2014-07-19）.